# Kalanchoe spathulata
Kalanchoe spathulata är en fetbladsväxtart som beskrevs av Dc.. Kalanchoe spathulata ingår i släktet Kalanchoe och familjen fetbladsväxter.

## Underarter
Arten delas in i följande underarter:
- K. s. annamica
- K. s. baguioënsis
- K. s. dixoniana
- K. s. garambiensis
- K. s. schumacheri
- K. s. simlensis
- K. s. staintonii

## Bildgalleri

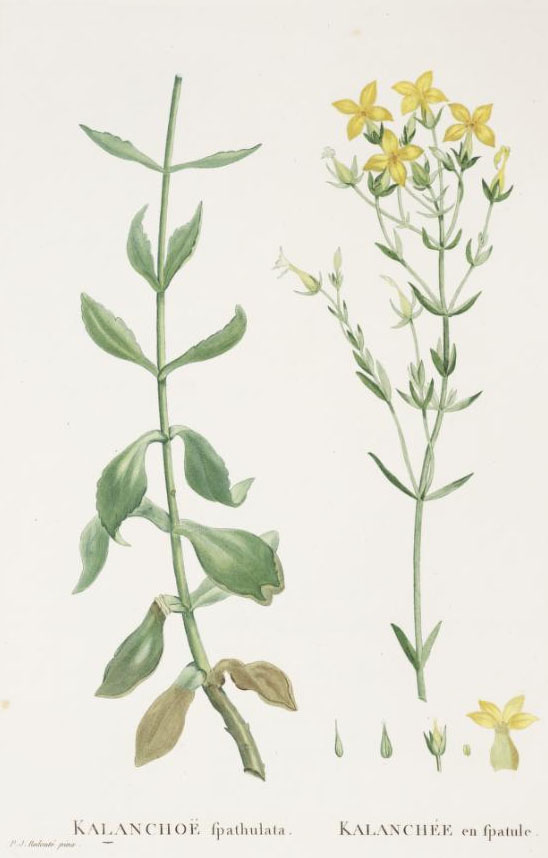